# Liste der Bodendenkmale in Schönborn (Niederlausitz)
In der Liste der Bodendenkmale in Schönborn (Niederlausitz) sind alle Bodendenkmale der brandenburgischen Gemeinde Schönborn und ihrer Ortsteile aufgelistet. Grundlage ist die Veröffentlichung der Landesdenkmalliste mit dem Stand vom 31. Dezember 2021. Die Baudenkmale sind in der Liste der Baudenkmale in Schönborn (Niederlausitz) aufgeführt.
|    | Gemarkung         | Flur | Kurzansprache | Bodendenkmalnummer | Bemerkung | Bild |
| -- | ----------------- | ---- | --- | ------------------ | --------- | ---- |
| 1  | Gruhno (Lage)     | 1    | Rast- und Werkplatz Steinzeit, Siedlung Bronzezeit                                                                                               | 20190              |           |      |
| 2  | Gruhno (Lage)     | 2    | Friedhof deutsches Mittelalter, Kirche deutsches Mittelalter, Kirche Neuzeit, Friedhof Neuzeit, Dorfkern Neuzeit, Dorfkern deutsches Mittelalter | 20191              |           |      |
| 3  | Lindena (Lage)    | 1, 4 | Dorfkern deutsches Mittelalter, Dorfkern Neuzeit, Kirche deutsches Mittelalter, Kirche Neuzeit, Friedhof deutsches Mittelalter, Friedhof Neuzeit | 20162              |           |      |
| 4  | Lindena (Lage)    | 1    | Siedlung Urgeschichte | 20163              |           |      |
| 5  | Lindena (Lage)    | 2    | Siedlung Bronzezeit, Siedlung Eisenzeit | 20164              |           |      |
| 6  | Lindena (Lage)    | 2    | Rast- und Werkplatz Steinzeit | 20165              |           |      |
| 7  | Schadewitz (Lage) | 1    | Siedlung Neolithikum, Rast- und Werkplatz Mesolithikum, Siedlung Bronzezeit, Siedlung Eisenzeit                                                  | 20192              |           |      |
| 8  | Schadewitz (Lage) | 1    | Rast- und Werkplatz Mesolithikum | 20194              |           |      |
| 9  | Schadewitz (Lage) | 3    | Siedlung Bronzezeit, Rast- und Werkplatz Steinzeit                                                                                               | 20196              |           |      |
| 10 | Schadewitz (Lage) | 1    | Siedlung Urgeschichte | 20197              |           |      |
| 11 | Schadewitz (Lage) | 3    | Rast- und Werkplatz Mesolithikum | 20198              |           |      |
| 12 | Schadewitz (Lage) | 1    | Friedhof Neuzeit, Friedhof deutsches Mittelalter, Kirche Neuzeit, Kirche deutsches Mittelalter, Dorfkern Neuzeit, Dorfkern deutsches Mittelalter | 20199              |           |      |
| 13 | Schadewitz (Lage) | 3    | Pechhütte Neuzeit, Pechhütte deutsches Mittelalter                                                                                               | 20200              |           |      |
| 14 | Schadewitz (Lage) | 1    | Siedlung römische Kaiserzeit | 20202              |           |      |
| 15 | Schadewitz (Lage) | 3    | Kohlenmeiler Neuzeit, Kohlenmeiler deutsches Mittelalter                                                                                         | 20203              |           |      |
| 16 | Schadewitz (Lage) | 1    | Siedlung Bronzezeit, Rast- und Werkplatz Steinzeit                                                                                               | 20204              |           |      |
| 17 | Schönborn (Lage)  | 1    | Gräberfeld Bronzezeit | 20166              |           |      |
| 18 | Schönborn (Lage)  | 3    | Siedlung Bronzezeit | 20167              |           |      |
| 19 | Schönborn (Lage)  | 3    | Dorfkern deutsches Mittelalter, Dorfkern Neuzeit, Kirche deutsches Mittelalter, Kirche Neuzeit, Friedhof deutsches Mittelalter, Friedhof Neuzeit | 20168              |           |      |
| 20 | Schönborn (Lage)  | 2    | Siedlung Bronzezeit | 20170              |           |      |